# African-led International Support Mission to Mali
Die afrikanisch geführte internationale Unterstützungsmission in Mali  (auf englisch African-led International Support Mission to Mali, kurz AFISMA, bzw. auf französisch Mission internationale de soutien au Mali sous conduite africaine, kurz MISMA) war eine Militärmission unter Führung der Westafrikanischen Wirtschaftsgemeinschaft ECOWAS zur Unterstützung der Regierung des ECOWAS-Mitgliedes Mali gegen islamistische Rebellen im Rahmen des seit 2012 herrschenden Konfliktes im Nordmali.
Die Mission wurde durch die am 20. Dezember 2012 verabschiedete Resolution 2085 des Sicherheitsrates der Vereinten Nationen legitimiert, welche einen Einsatz einer afrikanisch geführten internationalen Unterstützungsmission in Mali für einen ersten Zeitraum von einem Jahr vorhersah. Die Resolution ermächtigte die Mission der Westafrikanischen Staatengemeinschaft, „alle notwendigen Mittel“ zu ergreifen, um der Regierung Malis bei der Rückeroberung des Nordens aus den Händen „terroristischer, extremistischer und bewaffneter Gruppen“ zu helfen. Mit einem Beginn des Kampfeinsatzes wurde bei der Verabschiedung der Resolution nicht vor September 2013 gerechnet.
AFISMA wurde am 1. Juli 2013 durch die United Nations Multidimensional Integrated Stabilization Mission in Mali, abgekürzt MINUSMA, abgelöst.

## Beteiligung der ECOWAS-Staaten
Als Folge des unerwarteten Rebellenvorstoß und der anschließenden französischen Intervention Anfang Januar 2013 kündigte der Präsident der ECOWAS, Alassane Ouattara, am 11. Januar 2013 an, gemäß der UN-Resolution 2085 innerhalb kürzester Zeit die geplante Entsendung der 3300 Soldaten umfassenden Eingreiftruppe einzuleiten, an der Soldaten aus Senegal, Nigeria, Niger, Burkina Faso, Ghana, Elfenbeinküste, Guinea, Togo und Benin vorgesehen waren.
Die afrikanischen Truppenkontingente wurden ab dem 17. Januar 2013 entsendet und setzten sich wie folgt zusammen:
| Truppenentsendendes Land | Personalstärke |
| ------------------------ | -------------- |
| Benin                    | 650            |
| Burkina Faso             | 500            |
| Elfenbeinküste           | 500            |
| Ghana                    | 120            |
| Guinea                   | 150            |
| Niger                    | 500            |
| Nigeria                  | 1200           |
| Senegal                  | 500            |
| Togo                     | 540            |
| Tschad                   | 2 400          |
| ∑                        | 7 700          |

Das Kontingent aus dem Tschad betrug am 24. Januar 2013 550 Soldaten und wuchs bis zum 13. März auf eine Stärke von 2 400 Soldaten auf. Diese Truppen wurden jedoch erst im März 2013 unter das Kommando der AFISMA gestellt. Am 28. Januar 2013 wurde zudem bekannt, dass Burundi und Uganda, welche nicht Teil der ECOWAS sind, sich an AFISMA beteiligen.
| Dienstgrad     | Name             | Nation  | Funktion           |
| -------------- | ---------------- | ------- | ------------------ |
| Generalmajor   | Shehu Abdulkadir | Nigeria | Kommandeur         |
| Brigadegeneral | Yayé Garba       | Niger   | Stellv. Kommandeur |
| Oberst         | Jean Paul Ntab   | Senegal | Stabschef          |

## Finanzierung
Laut Medienberichten gab es Probleme bei der Finanzierung des Militäreinsatzes. Die Westafrikanische Wirtschaftsgemeinschaft schätzte die Kosten der Unterstützungsmission auf 375 Millionen, fast doppelt so teuer wie erwartet. Die Europäische Union sagte 50 Millionen Euro als finanzielle Unterstützung zu.

## Verlauf
Am 15. Januar 2013 teilte die Regierung Nigerias mit, dass sie ihr ursprünglich 600 Soldaten umfassendes Truppenkontingent um 300 Angehörige der Streitkräfte erhöhe und innerhalb der nächsten 24 Stunden ein Vorauskommando von 200 Soldaten nach Mali entsenden werde. Am 18. Januar stockte Nigeria ihr zu entsendendes Truppenkontingent um 300 weitere Soldaten auf. Bis Ende Januar sollen 2000 Soldaten aus den ECOWAS-Staaten entsandt werden, langfristig soll die Mission mehr als 3000 Soldaten umfassen.
Am 16. Januar traf ein Vorauskommando von 40 togolesischen Soldaten auf dem Flughafen in Bamako ein. Am Tag darauf wurde eine erste Einheit von 80 nigerianischen Soldaten nach Mali verlegt.

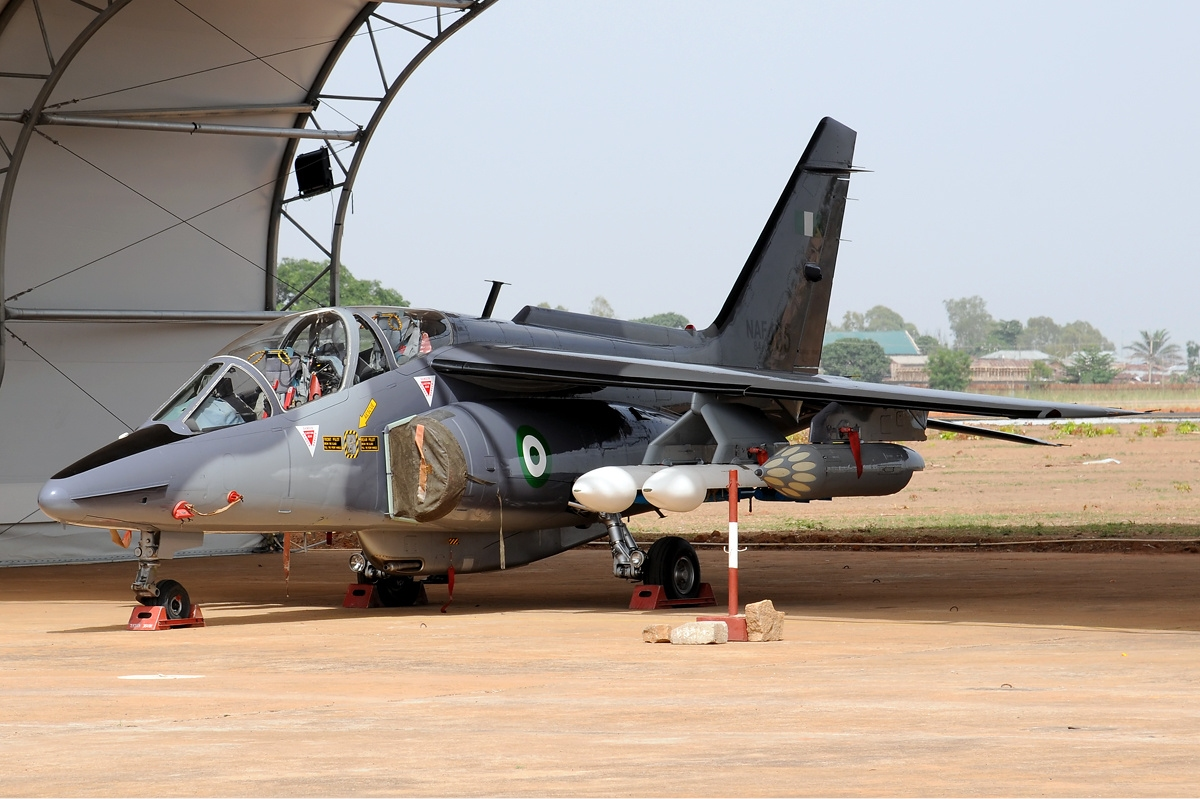
Ein nigerianischer Alpha Jet

Am 18. Januar wurde bekannt, dass die nigerianische Luftwaffe ebenfalls in Mali eingesetzt wird. Noch am selben Tag verlegten zwei leichte Jagdbomber vom Typ Alpha Jet nach Niamey im Niger, wo sie für den weiteren Verlauf der Operation stationiert werden. Ein Kontingent von 66 Besatzungsmitgliedern wurde mittels einer G222 nach Mali beordert. Ein Transportflugzeug vom Typ C-130 setzte seine Mission fort, nigerianische Armeeangehörige und Ausrüstung auf dem Luftwege nach Mali zu transportieren. Zudem ist die Verlegung von Kampfhubschraubern vom Typ Mi-35 nach Mali vorgesehen.
Der nigerianische Generalmajor Bola Koleoso berichtete am 19. Januar gegenüber der Nachrichtenagentur AFP von dem Tod von zwei Soldaten und fünf weiteren Verletzten durch eine Sprengfalle auf einen Militärkonvoi bei Okene im Bundesstaat Kogi. Die Soldaten sollten mit dem ersten 80 Mann umfassenden AFISMA-Kontingent der ECOWAS nach Mali verlegt werden. Koleoso vermutete die islamistische Sekte Boko Haram hinter dem Anschlag.
In der Nacht vom 18. auf den 19. Januar trafen 260 Soldaten aus Nigeria, Togo und Benin ein.
Am 19. Januar forderte die Westafrikanische Wirtschaftsgemeinschaft bei einem Gipfel in Abidjan die UN zu sofortiger logistischer und finanzieller Unterstützung für den Einsatz von westafrikanischen Truppen in Mali auf.
Am 20. Januar waren bereits mehr als 250 Nigerianer, 100 Togolesen und 50 Soldaten aus Benin in Bamako.
Am Abend des 21. Januar wuchsen die Kräfte auf 830 Soldaten aus Nigeria, Togo und Benin an.
Am Abend des 22. Januars waren mittlerweile knapp 1600 Soldaten in Mali und Niger anwesend. Davon stammten etwa 1000 Soldaten aus Niger, Nigeria, Togo und Benin. Dazu kommen noch Teile des Stabs sowie mehr als 500 Soldaten aus dem Tschad, die bei Niamey aufmarschierten, allerdings nicht zum Kontingent der AFISMA gehörten. Die Truppen aus dem Tschad sollten zunächst in französische Kommandostrukturen eingeordnet werden.
Am 24. Januar setzte sich das nunmehr 1750 Soldaten umfassende Kontingent aus 200 Togolesen, 150 Soldaten aus Niger, 150 Soldaten aus Burkina Faso, 85 Soldaten aus Benin, 50 Senegalesen, 550 Soldaten aus Nigeria und 550 Soldaten aus dem Tschad zusammen.
Die MUJAO haben bei Gao eine strategisch wichtige Brücke zum Nachbarland Niger gesprengt. Damit soll ein schneller Vormarsch der AFISMA aufgehalten werden, die sich in Ouallam auf ihren Einsatz vorbereitet und eine zweite Front gegen die MUJAO eröffnen soll.
In Gao kam es in der Nacht zum 21. Februar zu Gefechten zwischen der MUJAO und Truppen aus dem Niger. Später sollen auch malische Truppen in das Gefecht eingegriffen haben. Drei Islamisten sollen bei dem Gefecht getötet worden sein. Andere Quellen berichten von mindestens 16 getöteten Islamisten. Stattgefunden haben die Gefechte im Stadtzentrum, sowie an nördlichen und südlichen Ausfallstraßen. Die MUJAO hatte für kurze Zeit das Rathaus und die Residenz des Gouverneurs besetzt. Laut Augenzeugen stand das Gerichtsgebäude in Flammen.

## Beteiligung der Bundeswehr
Am 28. Februar 2013 mandatierte der Deutsche Bundestag auf Bitten Frankreichs die Bereitstellung von Lufttransportkapazitäten sowie Luftbetankung für die französischen Streitkräfte. Dazu wurde ein Kontingent mit einem Airbus A-310 MRTT und drei C-160 Transall sowie dem notwendigen Unterstützungs- und Bodenpersonal bereitgestellt. Die Luftbetankung für die französischen Kampfjets vom Typ Dassault Mirage 2000, Dassault Mirage F1 und Dassault Rafale wird durch den Airbus A-310 MRTT vorgenommen. Die Versorgung von Material und Nahrungsmitteln wird durch die C-160 Transall übernommen.